# Liberation Music Orchestra
Das Liberation Music Orchestra ist ein großes Jazzensemble, das 1969 von Charlie Haden gegründet und von ihm bis zu seinem Tod geleitet wurde und Stücke unterschiedlicher Komponisten in Arrangements von Carla Bley interpretiert. Nach Hadens Tod 2014 wurde das Ensemble von Bley geleitet, die 2023 starb. Die Klangfarben umfassen neben den üblichen Bigband-Instrumenten auch Waldhorn und Tuba. Insbesondere bei Live-Auftritten ist die Musik von der Haltung des  Avantgarde Jazz geprägt.

## Programme des Orchesters
Die Programme des Orchesters von 1969 bis heute reflektieren die jeweilige politische Diskussion der Vereinigten Staaten. „Anders als Roach, Mingus oder Shepp hatte Haden auf den unmittelbaren Bedeutungsgehalt von Texten verzichtet und stattdessen zu einem musikalischen Material gegriffen, das sich dem Hörer mittelbar, auf dem Umweg über das Gedächtnis erschloss oder doch zumindest potentiell erschließen konnte“: traditionelle Kampflieder und Hymnen.
1969 spiegelten sich sowohl die Bürgerrechtsbewegung und der Vietnamkrieg in den Musikauswahl des Ensembles als auch Lieder aus dem Spanischen Bürgerkrieg. Bei der Neuauflage 1982 wurde die Intervention der USA in Lateinamerika mit Liedern aus Chile und El Salvador ins Zentrum gestellt. Auf dem Album „Dream Keeper“ (1990) wurde amerikanische Gospelmusik interpretiert, aber auch die Hymne des African National Congress und die der Mujeres Libres; in diese Stücke sind auch die Stimmen des Oakland Youth Chorus eingewoben. Auf dem letzten Album von 2004 werden unter dem Titel „Not In Our Name“ Hymnen an die und aus der „Neuen Welt“, etwa von Antonín Dvořák, Samuel Barber oder Gary McFarland dargeboten; „es sind nostalgische, trauernde, elegische Beschwörungen einer anderen Zeit.“

## Besetzung
Die Musiker kamen zunächst aus dem Umkreis des Jazz Composer’s Orchestra; spätestens 1989 ist ein Generationswechsel eingetreten.

## Wirkung
Aufgrund seines politischen Anspruchs gilt das Ensemble auch als „linke Eingreiftruppe des Jazz“ (Die tageszeitung, 3. November 2005). Retrospektiv macht es den Eindruck, als rufe Haden (und in seiner Nachfolge Bley) das Ensemble immer dann zusammen, wenn in den USA die Republikaner regieren. 2008 spielte das Liberation Music Orchestra in der Wahlnacht der amerikanischen Präsidentschaftswahl.
„Ein wesentliches Merkmal und zugleich eines der wichtigsten Verdienste“ des Orchesters und seiner Musik ist es nach Ekkehard Jost, „dass dort der Rückgriff auf ein assoziationsstillendes, gleichsam im Sinne von Zitaten eingesetztes thematisches Material keineswegs zum musikalischen Rückschritt führte. Denn trotz ihrer traditionellen Elemente, die für die Vermittlung der politischen Botschaft Hadens letztlich die entscheidenden waren, blieb die Liberation Music zeitgenössischer Jazz im besten Sinne, mit all seinen Ungereimtheiten und seinen – gegen eine klassische, auf innere Geschlossenheit insistierende Ästhetik gerichteten - Widersprüchen.“
Allerdings ist die Ästhetik von Bleys Arrangements nicht unumstritten. So schreibt Josef Woodard: „Teilweise kann diese Musik ein wenig zu entspannt klingen, ein wenig zu nahe an Musik aus dem Saturday Night Live-Werbeblock. Die besondere und einzigartige tiefere Aufgabe des Orchesters ist es, das magische Gleichgewicht herzustellen zwischen einem es sich bequem machen mit den Heimsuchungen und doch dem Behaglichen zuzusetzen.“

## Diskografie

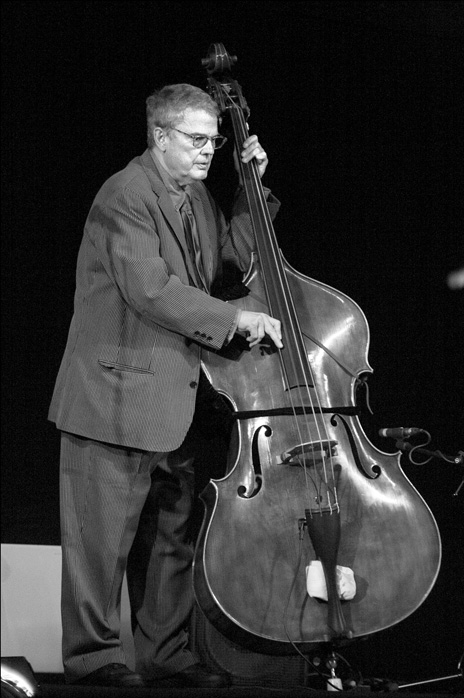
Charlie Haden, 2007

- Liberation Music Orchestra (Impulse! Records 1969)
- Ballad of the Fallen (ECM 1982, mit u. a. Cherry, Mantler, Redman, Jim Pepper, Sharon Freeman, Gary Valente, Steve Slagle, Mick Goodrick, Motian)
- The Montreal Tapes: Liberation Music Orchestra (Verve Records 1989, mit u. a. Tom Harrell, Stanton Davis, Freeman, Joe Lovano, Ernie Watts, Ray Anderson, Geri Allen, Paul Motian, ed. 1999)
- Dream Keeper (Blue Note Records 1990, mit u. a. Harrell, Davis, Branford Marsalis, Ken McIntyre, Freeman, Amina Claudine Myers, Earl McIntyre, Motian)
- Not in Our Name (Verve Records 2004)
- Time/Life (Impulse Records 2016)[9]